# Armando Mozzetta
Armando Mozzetta (San Polo dei Cavalieri, 4 maggio 1924 – ...) è stato un calciatore italiano, di ruolo attaccante.

## Carriera
Cresciuto nella Lazio, prima della seconda guerra mondiale gioca con l'Audace San Michele nel campionato di Serie C 1942-1943, ed in seguito con il Trastevere Roma disputa i campionati romani di guerra.
Nel dopoguerra passa alla Ternana con cui gioca per quattro anni, debuttando in Serie B nel 1946-1947 e collezionando 57 presenze e 13 reti in due campionati cadetti.
In seguito disputa cinque campionati di Serie C con la Sanremese prima di passare all'Imperia in Promozione ligure.